# Anton Wilhelm von L'Estocq
Anton Wilhelm von L'Estocq (Celle, 16 agosto 1738 – Berlino, 5 gennaio 1815) è stato un generale di cavalleria prussiano.

## Biografia
Era figlio di un ufficiale prussiano e la famiglia era di origini ugonotte. Nel 1757 entrò come cadetto portabandiera nel reggimento berlinese Gens d'armes.  Durante la guerra dei sette anni partecipò alle battaglie di Zorndorf, Kunersdorf  e Torgau. Dopo un combattimento presso Langensalza fu insignito nel 1761 dell'Ordine Pour le Mérite.
Nel 1768 fu promosso tenente e trasferito nel reggimento di ussari di Hans Joachim von Zieten, del quale divenne aiutante di stato maggiore, fu poi promosso maggiore, poi tenente colonnello e quindi colonnello. Il re Federico Guglielmo II di Prussia lo nominò nel 1790 comandante di battaglione nel 2º reggimento Ussari.
Nella guerra della prima coalizione antifrancese la sua unità partecipò alle battaglie di Kaiserslautern, Morsbrunn e Trippstadt. Nel 1794 prese il comando del reggimento di appartenenza che dopo la pace di Basilea del 1795 fu impiegato ai confini della Vestfalia come forza di sicurezza contro i francesi.
Nel 1803 fu promosso generale e trasferito nella Prussia orientale. Qui assunse il comando in capo delle truppe della regione. Nella guerra della quarta coalizione prese parte, nel 1807 con il suo capo di stato maggiore Gerhard von Scharnhorst alla battaglia di Eylau e fu insignito in quell'occasione dell'Ordine dell'Aquila nera. Dopo la sconfitta nella battaglia di Friedland fu membro della commissione istituita dal re per indagare sui motivi del collasso prussiano.
Nel novembre 1808 fu nominato governatore della Residenza di Berlino. Nel 1814 fu nominato Governatore di Breslavia.